# 埃爾多拉多山 (加利福尼亞州)
埃爾多拉多山（英語：El Dorado Hills）是位於美國加利福尼亞州埃爾多拉多縣的一個人口普查指定地區。

## 地理
埃爾多拉多山的座標為38°41′09″N 121°04′56″W / 38.68583°N 121.08222°W，而該地最高點為海拔高度234米（即768英尺）。

## 人口
根據2010年美國人口普查的數據，埃爾多拉多山的面積為125.888平方千米，當中陸地面積為125.494平方千米，而水域面積為0.394平方千米。當地共有人口42108人，而人口密度為每平方千米334人。